# Tymczasowa Komisja Wojenno-Śledcza
Tymczasowa Komisja Wojenno-Śledcza właściwie Tymczasowa Komisja Wojenno-Śledcza przy Namiestniku i Głównodowodzącym Wojskami Warszawskiego Okręgu Wojennego – organ śledczy powołany dla spraw politycznych w Królestwie Polskim w latach 1861–1882.
Powołana w Warszawie 22 października 1861 równolegle do istniejącej Komisji Śledczej przy naczelnym Dowódcy Armii Czynnej i Naczelniku Królestwa Polskiego. Przejściowo rozwiązana od marca 1862 do stycznia 1863. 
Do jej kompetencji należało tropienie i przeprowadzanie śledztwa wobec osób podejrzanych o przestępstwa polityczne. Działalność komisji koncentrowała się na przedstawianiu wyników śledztw w danej sprawie wraz z zebranymi materiałami dowodowymi oraz z wnioskami co do dalszego postępowania na drodze sądowej lub administracyjnej, a niejednokrotnie nawet co do wymiaru kary. 